# Дача
Дачата е вила, вид стопански имот, обикновено в покрайнините на големите градове на държавите, които са били част от СССР. В повечето случаи, тези имоти се състоят от средно голяма къща с прилежащ двор и уредена регулация. Думата е остаряла, но е ползвана в българския книжовен език.